# Salpingo-ooforectomia
En medicina, la salpingo-ooforectomia és l'extirpació d'un ovari i la seva trompa de Fal·lopi. Aquest procediment s'associa amb més freqüència amb cirurgia profilàctica en resposta al descobriment d'una mutació BRCA, particularment les del gen normalment supressor de tumor BRCA1 (o, amb un impacte negatiu estadísticament menor, els del gen BRCA2 que suprimeix el tumor), que poden augmentar el risc que una dona desenvolupi càncer d'ovari fins a un 65% (fins a un 25% per a una dona amb mutació del gen BRCA2).